# Koo Bon-hyeok
Koo Bon-hyeok (sinh ngày 9 tháng 2 năm 1998) là một cầu thủ bóng đá người Hàn Quốc. Anh thi đấu cho Montedio Yamagata.

## Sự nghiệp
Koo Bon-hyeok gia nhập câu lạc bộ tại J2 League Montedio Yamagata năm 2016. Ngày 3 tháng 9 năm 2016, anh ra mắt ở Cúp Hoàng đế Nhật Bản (v Thespakusatsu Gunma).

## Thống kê câu lạc bộ
Cập nhật đến ngày 20 tháng 2 năm 2017.
| Thành tích câu lạc bộ | Thành tích câu lạc bộ | Thành tích câu lạc bộ | Giải vô địch | Giải vô địch | Cúp                   | Cúp                   | Tổng cộng | Tổng cộng |
| Mùa giải              | Câu lạc bộ            | Giải vô địch          | Số trận      | Bàn thắng    | Số trận               | Bàn thắng             | Số trận   | Bàn thắng |
| Nhật Bản              | Nhật Bản              | Nhật Bản              | Giải vô địch | Giải vô địch | Cúp Hoàng đế Nhật Bản | Cúp Hoàng đế Nhật Bản | Tổng cộng | Tổng cộng |
| --------------------- | --------------------- | --------------------- | ------------ | ------------ | --------------------- | --------------------- | --------- | --------- |
| 2016                  | Montedio Yamagata     | J2 League             | 0            | 0            | 2                     | 0                     | 2         | 0         |
| Tổng                  | Tổng                  | Tổng                  | 0            | 0            | 2                     | 0                     | 2         | 0         |